# SM the Ballad
SM the Ballad (стилизуется как S.M. THE BALLAD) — южнокорейский рок-балладный проект, сформированный в 2010 году компанией S.M. Entertainment. В последний состав входили Йесон, Чжоу Ми, Чханмин, Тхэён, Чен и Кристал.

## Карьера

### 2010: Дебют иMiss You
Композиция «Miss You», ставшая главным синглом в поддержку дебютного мини-альбома, изначально называлась «When It Began» и была предназначена для дуэта участников SHINee, Оню и Джонхёна с рэп-партиями Минхо. Песню решили включить в дебютный мини-альбом группы Replay. Из-за несхожести с основным концептом, агентство приняло решение выпустить сингл отдельно. В дальнейшем приняли решение, что композиция должна быть исполнена Джунсу, Кюхёном и Джонхёном. За пару месяцев до релиза мини-альбома Джунсу покинул агентство, и в финальных планах S.M. привлекли к проекту Джей Кима из TRAX и нового трейни Чжинхо, а песню назвали «Miss You». 28 ноября финальный состав, ставший квартетом из Кюхёна, Джонхёна, Джей Кима и Чжино, дебютировал на сцене Inkigayo. Одноимённый альбом был выпущен на следующий день, 29 ноября.

### 2014: Изменения в составе иBreath
3 февраля 2014 года стало известно, что SM the Ballad покинули Джей Ким, Кюхён и Чжинхо; в обновлённый состав проекта вошли Йесон, Чжоу Ми, Чханмин, Тхэён, Чен, Кристал и Джонхён. 12 февраля состоялся специальный концерт, в котором приняли участие все участники, кроме Йесона и Чханмина. Второй мини-альбом Breath был выпущен 13 февраля.

## Участники

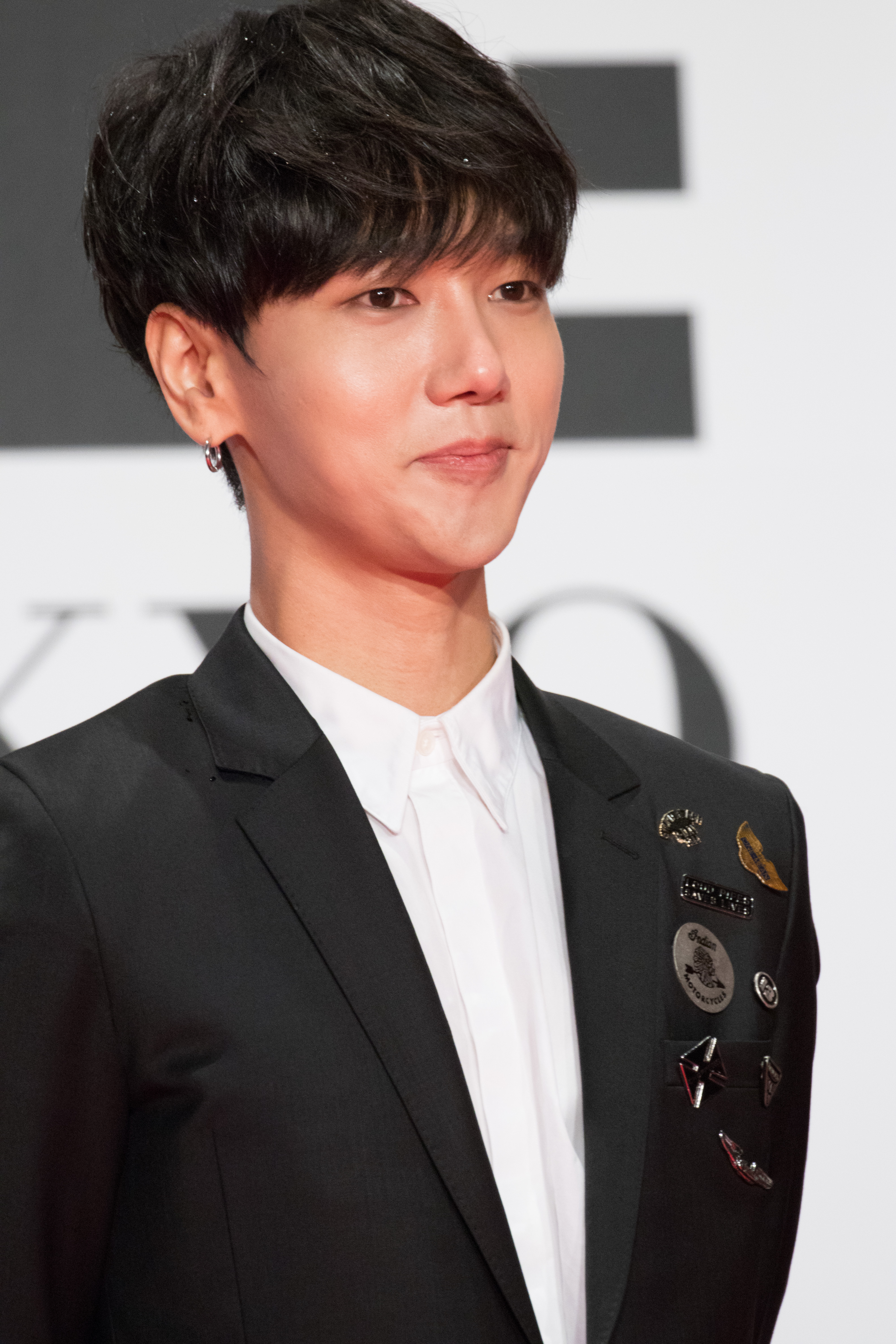
Йесон
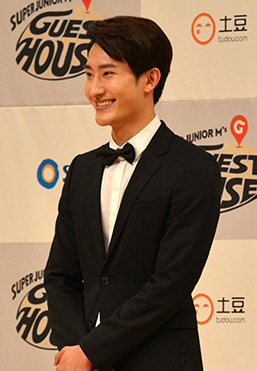
Чжоу Ми
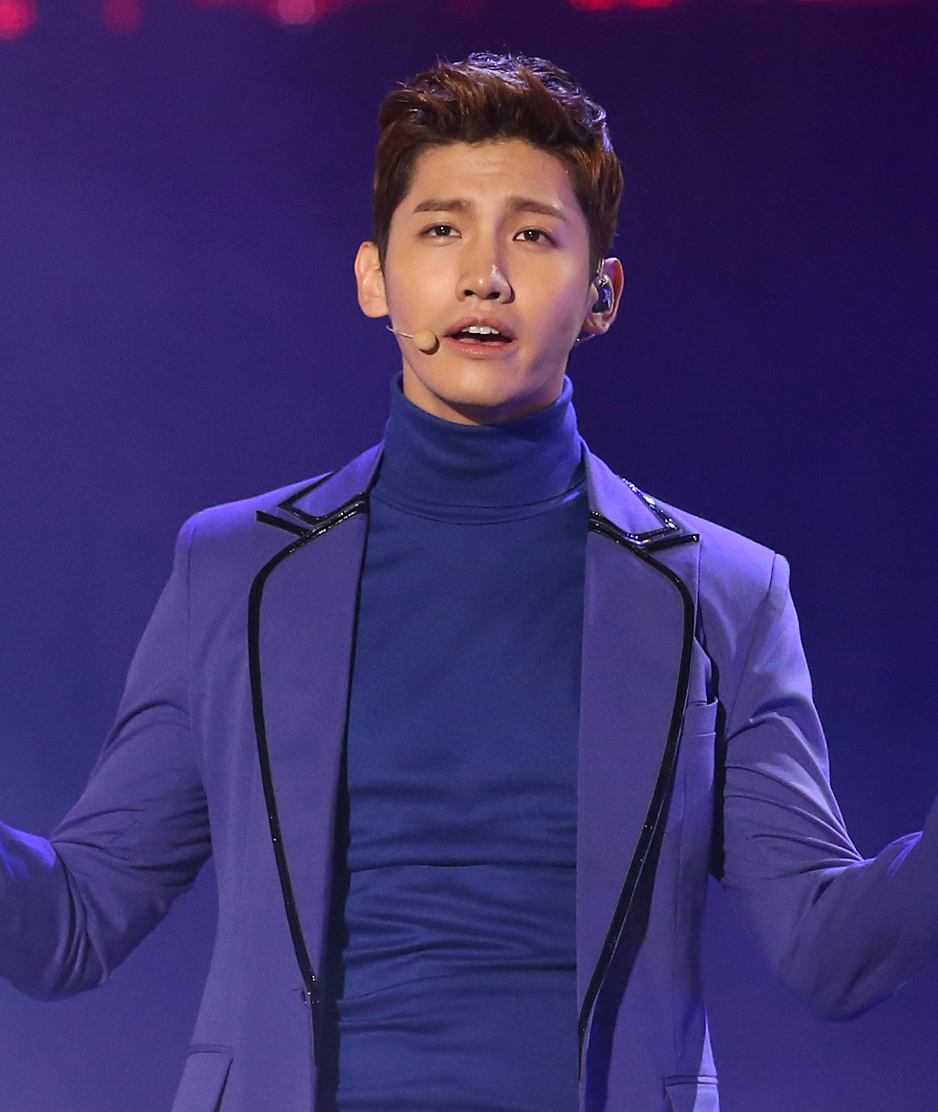
Чханмин
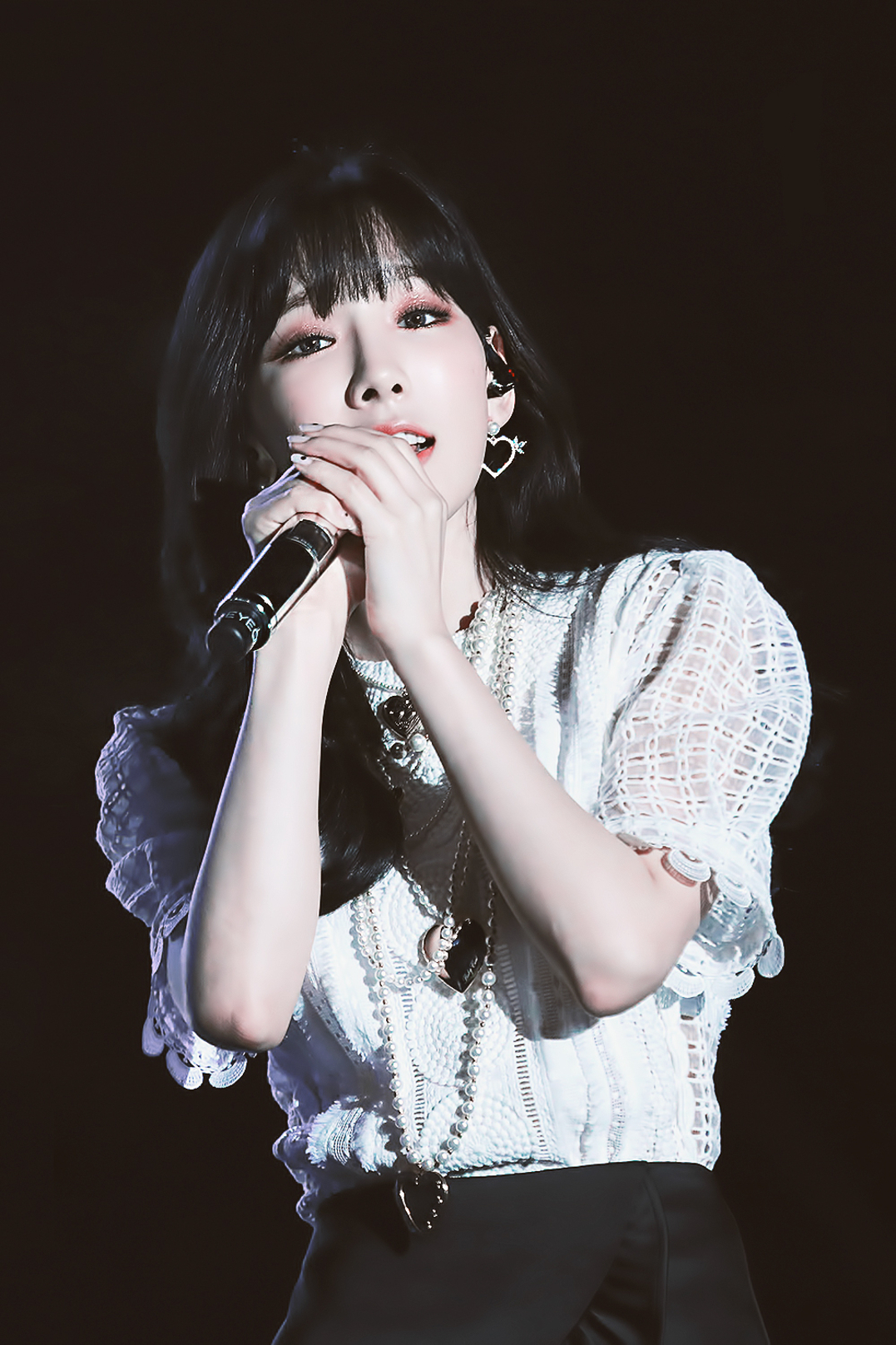
Тхэён
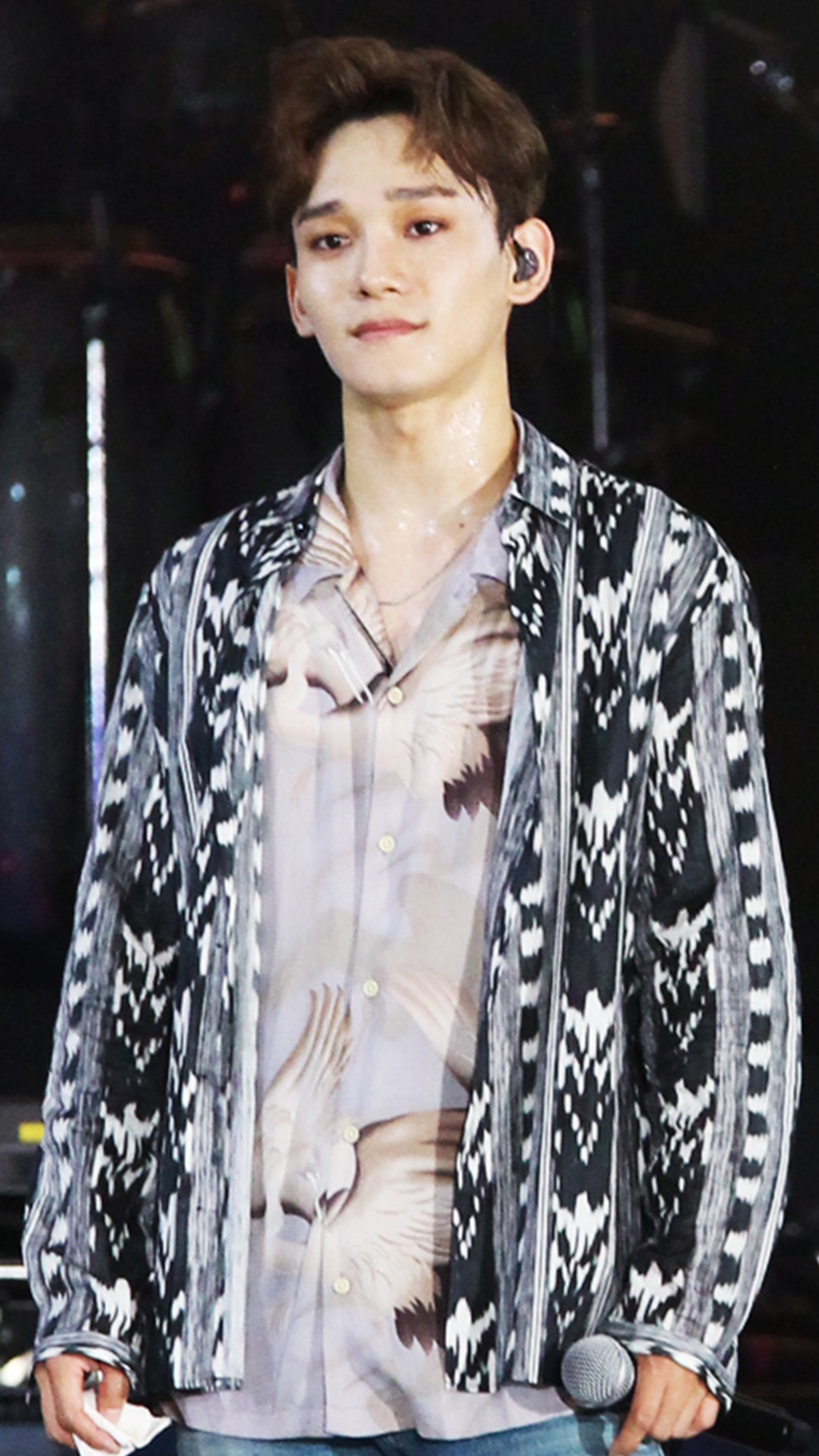
Чен
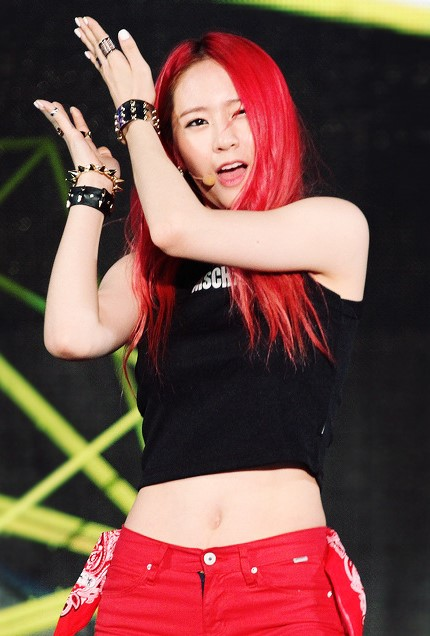
Кристал

| Сценический псевдоним | Сценический псевдоним | Настоящее имя | Настоящее имя | Дата рождения |
| Основной              | Другой                | На русском    | Хангыль       | Дата рождения |
| --------------------- | --------------------- | ------------- | ------------- | ------------- |
| Йесон                 | Yesung                | Ким Чон Ун    | 김종운        | 24.08.1984    |
| Чжоу Ми               | Zhou Mi               | Чжоу Ми       | 조미          | 19.04.1986    |
| Чханмин               | Changmin              | Сим Чхан Мин  | 심창민        | 18.02.1988    |
| Тхэён                 | Taeyeon               | Ким Тхэ Ён    | 김태연        | 09.03.1989    |
| Чен                   | Chen                  | Ким Чон Де    | 김종대        | 21.09.1992    |
| Кристал               | Krystal               | Чон Су Чжон   | 정수정        | 24.10.1994    |

| Сценический псевдоним | Сценический псевдоним | Настоящее имя | Настоящее имя | Дата рождения |
| Основной              | Другой                | На русском    | Хангыль/Ханча | Дата рождения |
| --------------------- | --------------------- | ------------- | ------------- | ------------- |
| Джей                  | Jay                   | Ким Кён У     | 김견우        | 08.04.1983    |
| Кюхён                 | Kyuhyun               | Чо Кю Хён     | 조규현        | 03.02.1988    |
| Ли Инь                | Liyin                 | Чжан Ли Инь   | 張力尹        | 28.02.1989    |
| Джонхён               | Jonghyun              | Ким Джон Хён  | 김종현        | 08.04.1990    |
| Чжинхо                | Jinho                 | Чо Чжин Хо    | 조진호        | 17.04.1992    |

## Дискография

### Мини-альбомы
| Название                      | Информация об альбоме                                                                     | Высшая позиция в чартах | Продажи                  |
| Название                      | Информация об альбоме                                                                     | KOR                     | Продажи                  |
| ----------------------------- | ----------------------------------------------------------------------------------------- | ----------------------- | ------------------------ |
| Miss You                      | - Выпущен: 29 ноября 2010 года - Лейбл: SM Entertainment - Формат: CD, цифровая загрузка  | 1                       | Республика Корея: 23,162 |
| SM the Ballad Vol. 2 – Breath | - Выпущен: 13 февраля 2014 года - Лейбл: SM Entertainment - Формат: CD, цифровая загрузка | 1                       | Республика Корея: 63,222 |

## Видеография
| Год  | Название                                                                         | Альбом                         |
| ---- | -------------------------------------------------------------------------------- | ------------------------------ |
| 2010 | «Miss You»                                                                       | Miss You                       |
| 2010 | «Hot Times»                                                                      | Miss You                       |
| 2014 | «BREATH» (Korean Version) «BREATH» (Japanese Version) «BREATH» (Chinese Version) | SM the Ballad Vol. 2 — Breathe |
| 2014 | «Blind» (Korean Version) «Blind» (Japanese Version) «Blind» (Chinese Version)    | SM the Ballad Vol. 2 — Breathe |